# Varvara Nikolaevna Annenkova
Varvara Nikolaevna Annenkova (1795 — 1870) foi uma escritora e poetisa russa, irmã do Inspetor Estatal do Império Russo, Nikolai Nikolaievitch Annenkov, prima de Aleksandra Mikhailovna Vereschaguina.

## Biografia
Varvara Nikolaievna Annenkova nasceu em 1795, na antiga família aristocrática dos Annenkov, filha de um coronel reformado. Era parente distante do poeta Mikhail Iurievitch Lermontov.
Em 1844, em Moscou, apareceu a primeira coletânea com seus poemas, sob o título "Dlia izbrannikh" (Para os eleitos). Uma parte significativa desses poemas eram epístolas para Mikhail Iurievitch Lermontov, ou imitação do estilo dele. Em alguns de seus poemas se encontra inspiração poética e uma qualidade pitoresca, como, por exemplo, em "Panteizm Guerdera" (O panteísmo de Herder).
Em 1856, na capital do Império Russo, São Petersburgo, Varvara publicou seus "Stikhotvorenia 1854, 1855 i 1856 gg." (Poemas dos anos de 1854, 1855 e 1856), com uma dedicatória para os protetores de Sevastopol no tempo da guerra da Crimeia.
Em 1866, vieram à luz o conto de fadas "Tchudo-iudo" e a peça teatral em quatro atos "Charlotta Korde", bem como uma série de poemas de temática diversificada.
O Príncipe N. N. Golitsyn, em seu "Dicionário bibliográfico das escritoras russas", sugere pertencerem a Annenkova dois artigos com a assinatura "V.  A-va":
- "Pedagoguitcheskie zametki iz Veimara" (Observações pedagódicas de Weimar), que saiu na revista "Bibl. dlia Tchtenia" (Bibli. para Leitura), nº 5, 1859, e suscitaram o desacordo de Shleiden, expresso no "Jurnal dlia vostpit." (Revista para educ.), nº 10, 1859,
- e "Novye opyty vospitania detei zagranitseiu" (Novas experiências de educação infantil no exterior), também publicado no "Bibl. dlia Tchtenia", nº 5, 1860.

Semión Afanassievitch Venguerov, em seu "Dicionário crítico-biográfico de escritoras e cientistas russas", observa que essa pressuposição foi baseada em sinais exteriores, e que "os artigos riquíssimos em conteúdo da Sra. V. A-va sem dúvida pertenciam a uma jovem mãe".
Varvara Nikolaievna Annenkova morreu em 1870.